# Selo da Guiana de 1 Cent
O Selo da Guiana de 1 Cent ou One Cent Magenta é como ficou conhecido o selo mais raro e mais caro do mundo, do qual resta somente um único exemplar, emitido em 1856 junto a uma série no valor de 4 cents pela agência postal da capital da Guiana Inglesa, então colônia do Reino Unido.

## Histórico e emissão
A Guiana foi constituída como uma colônia britânica em 1837, após aquisição junto à Holanda dos territórios de Essequibo, Berbice e Demerara. Nesta última ficava situada a capital, Georgetown. A colônia vivia tempos difíceis, com o fim do ciclo canavieiro - principal fonte econômica e que entrara em declínio na metade do século XIX.
Assim, em 1856, o estoque de selos postais estava chegando ao fim, antes que houvesse uma reposição enviada pela metrópole. Visando a manutenção dos serviços, o chefe dos correios local deliberou que fossem impressos ali mesmo substitutos provisórios, que fossem o mais similares com aqueles emitidos em Londres. A confecção então coube ao tipógrafo do "Official Gazette", que tomou por modelo a estampa de um selo emitido em 1852.
Como ficaram muito simples as estampas, o chefe dos correios determinou que os funcionários apusessem suas assinaturas a cada venda, com o objetivo de evitar a falsificação.

## Características
Os selos foram impressos sobre fundo lilás-avermelhado, e tinha um formato mais largo e menos longo que os originais que serviram de modelo. Um pequeno quadrado trazia no seu interior a pequena imagem de um veleiro sobre e abaixo do qual estava escrita a expressão em latim "Damus Petimus / Que Vicissim" (Damos e tomamos por isso). Fora do quadrado, nas partes superior e inferior o nome: British / Guiana; aos lados esquerdo e direito: Postage / One Cent.

## Descoberta da raridade
Em 1873 L. Vernon Vaughan, jovem colegial inglês morador da Guiana, resolveu colecionar selos e encontrou o exemplar da estampa, feia, suja, mal cortado a tesoura no formato octogonal, nas quais mal se podia divisar a assinatura do funcionário dos correios - E.D.W. (de E. D. Wright) e o carimbo que assinalava a postagem: Demerara Ap 4, 1856.
O selo foi logo vendido pelo colegial a R. McKinnon, um colecionador local, por 4 shillings e por este, em 1878, junto a toda sua coleção, para um comerciante de selos chamado Ridpath, de Liverpool, num  valor total de 150 Libras esterlinas.
Ridpath vendeu o selo, por sua vez, a um colecionador suíço de nome Ferrari, um dos maiores filatelistas europeus, no valor individual de 150 libras. Foi quando a raridade do exemplar foi descoberta: como a estampa tivera sido usada para a franquia de jornais, todos os exemplares existentes tinham sido descartados juntamente com os periódicos: o Selo da Guiana de 1 Cent era o único exemplar remanescente.

## Trajetória do exemplar
Com a eclosão da I Guerra Mundial Ferrari encontrava-se em território francês e fugiu então para a Suíça, mas não pode levar consigo grande parte da coleção, inclusive o Selo da Guiana. Morrendo em 1917, legou a peça em testamento ao Museu Real Postal de Berlim - o que transformou-a em "fortuna inimiga" para a França, que confiscou-a em seguida, como parte dos pagamentos devidos pela Alemanha.
A 6 de abril de 1922 a estampilha foi leiloada, reunindo colecionadores de todo o mundo. Foi arrematado pelo comerciante londrino Arthur E. Griebert, preposto do milionário estadunidense Arthur Hind, por 300 mil francos.
Com a morte de Hind em 1933 o selo consta no testamento como pertencente aos descendentes, devendo ser vendido e o lucro obtido devidamente repartido entre eles. A disposição foi contestada pela viúva que, judicialmente, prova ter ganho o Selo da Guiana como presente. Durante a disputa, o primeiro dono da peça, L. Vernon Vaughan, foi perguntado como se sentia vendo a valorização que o selo alcançara, respondendo: "Bem, procuro não pensar. De resto, que adiantaria?"
Dois anos mais tarde é leiloado pela casa londrina Hammer, Rooke & Co, obtendo contudo como maior lance um valor de 7.500 libras, equivalente àquele pelo qual havia sido comprado, o que não satisfez à viuva, que cancela o negócio. Vários leilões se sucedem, sem sucesso, até que em 1940 foi vendido para um comprador não identificado, e por valor não divulgado.
No dia 17 de junho de 2014 foi leiloado em Nova York por US$ 9,5 milhões, estabelecendo novo recorde mundial e superando em valor o Treskilling Amarelo, da Suécia, até então considerado o selo mais caro do mundo. Os lances partiram de US$ 4,5 milhões e em apenas dois minutos o selo foi vendido por telefone para um comprador anônimo, segundo informações de David Redden, diretor de Projetos Especiais da Sotheby's, casa de leilões que cuidou da venda.